# Kasubi
Kasubi är ett område med gånggrifter efter Bugandas kungar på sluttningar till en kulle i distriktet Kampala i Uganda.
Överst på kullen stod en gång residenset för en kabaka (kung av Bugandafolket), uppfört 1882 och omvandlat till en kunglig begravningsplats 1884. Det förstördes nästan helt i en brand i mars 2010, men har senare återuppbyggts med stöd från Japan.